# Aderus testaceicornis
Aderus testaceicornis é uma espécie de inseto besouro da família Aderidae. Foi descrita cientificamente por Maurice Pic em 1908.

## Distribuição geográfica
Habita no Brasil.